# GO FOR IT!!
Singles de Kana Nishino
Watashi-tachi
(2012) Always
(2012)
Pistes de Love Place
Day 7 Be Strong
GO FOR IT!! est le 18e single de la chanteuse de J-pop Kana Nishino.

## Présentation
Il est sorti sous le label SME Records Inc. le 25 juillet 2012 au Japon. Il sort au format CD et CD+DVD. Il atteint la 7e position à l'Oricon. Il se vend à 27 169 exemplaires la première semaine et reste classé 9 semaines pour un total de 45 136 exemplaires vendus. La chanson GO FOR IT!! se trouve sur l'album Love Place et sur la compilation Love Collection ~pink~.

## Pistes
Toutes les paroles sont écrites par Kana Nishino.
| 1. | GO FOR IT!! | FAST LANE                          | FAST LANE                 | 3:57 |
| 2. | TALK TO ME  | DJ Mass, hiro:n, Kyōko Ōsako       | DJ Mass, Toshihiro Takita | 4:09 |
| 3. | SUMMER TIME | SKY BEATZ, Jeff Miyahara, KGB, GJW | SKY BEATZ                 | 3:38 |

| 1. | The Nishino Family Party 2012 ~ Digest |  |